# Microrregión de Franco da Rocha
La microrregión de Franco da Rocha fue una de las microrregiones del estado brasileño de São Paulo perteneciente a la mesorregión Metropolitana de São Paulo. Su población fue estimada en 2010 por el IBGE en 453.684 habitantes y estaba dividida en cuatro municipios. Tenía un área total de 600.469 km².

## Municipios
- Caieiras
- Francisco Morato
- Franco da Rocha
- Mairiporã

## Extinción
En 2017, IBGE extinguió las mesorregiones y microrregiones, creando un nuevo marco regional, con nuevas divisiones geográficas llamadas, respectivamente, regiones geográficas intermedias y inmediatas.
1. ↑  «IBGE divulga nova divisão territorial com foco nas articulações regionais - MundoGEO». mundogeo-com.cdn.ampproject.org. Consultado el 26 de enero de 2020.